# Sindhuli (huyện)
Sindhuli (tiếng Nepal:सिन्धुली) là một huyện thuộc khu Janakpur, vùng Trung Nepal, Nepal. Huyện này có diện tích 2491 km², dân số thời điểm năm 2011 là 296192 người.

## Dân số
Biến động dân số giai đoạn 1952-2011:
| Năm    | 1952   | 1961   | 1971   | 1981   | 1991   | 2001   | 2011   |
| ------ | ------ | ------ | ------ | ------ | ------ | ------ | ------ |
| Dân số | 100663 | 104237 | 206384 | 183705 | 223900 | 279821 | 296192 |